# Het schilder-ei
Het schilder-ei is een  stripverhaal uit de reeks van Jerom, uitgegeven door de Standaard Uitgeverij in 1991.

## Locaties
Dit verhaal speelt zich af op de volgende locaties:
- vakantiehuis, villa in de duinen, ziekenhuis, Marie Louize, museum, café, politiebureau, villa

## Personages
In dit verhaal spelen de volgende personages mee:
- Jerom, Dolly, Roetsje, Femke, Boskop, kind, man, ziekenhuispersoneel, schippers en hun vrouwen, bewakers, directeur, dief, politie, commissaris Kannikx, bankdirecteur,

## Het verhaal
Jerom neemt de kinderen mee naar zee na de examens. Tijdens een enorme storm redt Jerom een man uit een instortend huis en als dank krijgt hij een schilder-ei. Het is slecht weer en daarom gaat Jerom met de kinderen schilderen. Ze komen er dan achter dat alles wat geschilderd wordt door het ei tot leven wordt gewekt. Het blijft slecht weer en Jerom stuurt de kinderen naar huis. Jerom gaat met het ei naar het museum en ook daar kan hij dingen uit schilderijen tot leven wekken. Een man ziet dit en biedt Jerom een deal aan, maar Jerom wil het ei niet misbruiken. 's Nachts wordt het ei gestolen en Jerom wil aangifte doen, maar de politie gelooft zijn verhaal niet. Dan wordt er aangifte gedaan van een bankoverval. Op een wel heel bijzondere manier is al het geld uit de kluis verdwenen en Jerom herkent in dit verhaal zijn gestolen ei. De politie gelooft ook dit verhaal niet en Jerom gaat terug naar het ziekenhuis. De man vertelt dat hij het ei aan Jerom gaf, omdat hij een eerlijke man is. In de handen van slechte mensen is het ei gevaarlijk. In de brokstukken van het huisje nog een metalen koffertje moet liggen. In dit koffertje zit een stuk tover-albast, maar dit zal hem proberen af te leiden. 
Jerom vindt het koffertje en begint met een beitel het stuk albast te bewerken. Er ontstaat rook en Jerom ziet alles waar hij van houdt voorbij komen. Hij probeert zich te concentreren op het beitelen van een ei en dit lukt. Hierna is Jerom zo moe, dat hij twee dagen en drie nachten slaapt. Daarna poetst hij het ei en dit begint te zweven. Jerom weet dat hij nu het andere ei zal kunnen vinden en volgt het vliegende ei. Jerom komt bij een villa terecht en de dief herkent hem. Hij probeert Jerom gevangen te nemen, maar Jerom kan ontsnappen door dingen te tekenen met zijn ei. De dief zet ook de magische kracht van het ei in en er woedt een hevige strijd. Een draak en een drakendoder vechten en Jerom laat zichzelf dupliceren en vecht vaak tegen een beer. De dief tekent een leger, maar het lukt Jerom om hun kleur te laten verdwenen. Daarna keren ze zich tegen de dief en Jerom kan hem en het gestolen goud naar de politie brengen. De man is hersteld en schildert in het appartement van Jerom. Dan belt Dolly woedend op. Ze is boos, omdat Jerom de kinderen naar huis heeft gestuurd. Ze komt samen met de kinderen terug naar de kust. Ze heeft meteen spijt, want het is geen weer om in bikini op het strand te liggen. De man schildert dan een zon, omdat hij zo dankbaar is. Daarna vernietigt hij beide eieren, zodat ze geen schade meer kunnen aanrichten.